# Явнеэль
Явнеэль (ивр. יבנאל‎, араб. يفنيئيل‎) — мошава и местный совет в Северном округе Израиля.

## История
Мошава Явнеэль была основана Еврейским колонизационным обществом на землях, выкупленных бароном Эдмоном де Ротшильдом. Однако на этом месте уже располагалась мусульманская деревня Йемма. По данным переписи 1931 года население поселения составляло 447 человек, из них 56 мусульман и 391 еврей. По данным на 1945 год здесь проживали 590 человек, все — евреи. Явнеэль получил статус местного совета в 1951 году. В 1953 году в местный совет Явнеэля вошёл посёлок Бейт-Ган.

## География
Расположен в 6 км к юго-западу от Тивериадского озера, примерно в 50 км к юго-востоку от города Хайфа, на высоте 16 м ниже уровня моря. Площадь совета составляет 31,68 км².

## Население
По данным Центрального статистического бюро Израиля, население на начало 2020 года составляло 4 243 человека.
По данным на 2005 год 99 % населения было представлено евреями.
Динамика численности населения по годам:
| 1961 | 1972 | 1983 | 1995 | 2003 | 2007 | 2010 | 2012 |
| ---- | ---- | ---- | ---- | ---- | ---- | ---- | ---- |
| 1580 | 1427 | 1458 | 1952 | 2703 | 2933 | 3451 | 3886 |

## Известные уроженцы
- Керен Пелес — израильская певица